# NXT Battleground (2025)
Battleground (2025), também promovido como Battleground: Tampa, foi um evento de luta livre profissional produzido pela WWE. Foi o terceiro Battleground anual realizado para a marca de desenvolvimento da WWE, NXT, e o oitavo Battleground no geral. O evento ocorreu no domingo, 25 de maio de 2025, no Yuengling Center em Tampa, Flórida, e foi transmitido ao vivo pelas plataformas de transmissão da WWE, incluindo o Peacock nos Estados Unidos e a Netflix, marcando o primeiro Battleground a ser transmitido na Netflix internacionalmente. Assim como na edição de 2023, o evento ocorreu no mesmo horário que o pay-per-view Double or Nothing da All Elite Wrestling.
Seis lutas foram disputadas no evento. No evento principal, Trick Williams derrotou Joe Hendry da Total Nonstop Action Wrestling (TNA) para conquistar o Campeonato Mundial da TNA; essa foi a primeira vez que um título da TNA foi defendido em um evento transmitido ao vivo pela WWE. Em outras lutas de destaque, Oba Femi derrotou Myles Borne para manter o Campeonato do NXT e Stephanie Vaquer derrotou Jordynne Grace para manter o Campeonato Feminino do NXT.

## Produção

### Introdução

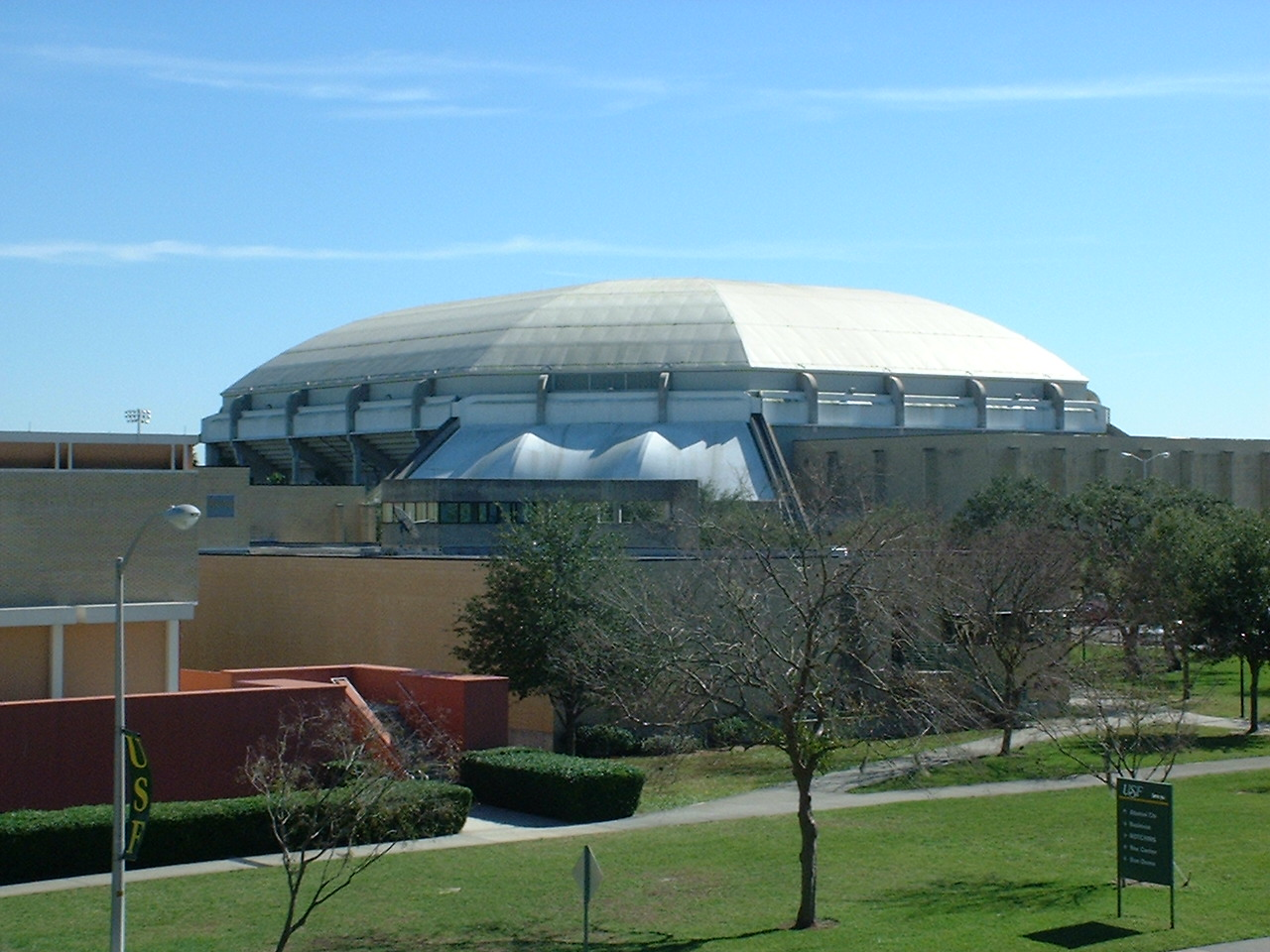
O evento foi realizado no Yuengling Center em Tampa, Flórida.

Battleground foi anteriormente um evento pay-per-view (PPV) anual de luta livre profissional, criado pela WWE em 2013. O evento inaugural de 2013 foi realizado em outubro, mas depois foi movido para julho entre 2014 e 2017, sendo descontinuado após isso. Desde seu retorno em 2023, o evento tem sido realizado para a marca de desenvolvimento da WWE, o NXT. Em 7 de março de 2025, foi anunciado que o terceiro evento do NXT Battleground e o oitavo no total seria realizado no domingo, 25 de maio de 2025, no Yuengling Center em Tampa, Flórida. Além do Peacock nos Estados Unidos, o evento também esteve disponível para transmissão ao vivo na Netflix na maioria dos mercados internacionais e na WWE Network nos países restantes que ainda não foram transferidos para o Netflix devido a contratos pré-existentes. Este foi o primeiro Battleground a ser transmitido na Netflix após a fusão da WWE Network com o serviço em janeiro de 2025 nessas áreas. A partir do Halloween Havoc de 2024, todos os principais eventos do NXT passaram a ser marcados apenas com o logotipo da WWE, em vez do logotipo do NXT, sendo este o primeiro Battleground desde 2017 a utilizar apenas o logotipo da promoção. Os ingressos ficaram à venda a partir de 14 de março via Ticketmaster.
Assim como no evento de 2023, o Battleground aconteceu no mesmo dia do Double or Nothing, um evento pay-per-view produzido pela All Elite Wrestling (AEW). De acordo com o executivo da WWE, Shawn Michaels, a escolha da data não foi feita com a intenção de competir diretamente com a AEW, mas sim devido ao feriado (fim de semana do Memorial Day), já que, segundo ele, os eventos da WWE sempre tiveram bom desempenho durante os feriados.

### Histórias
O evento incluiu lutas que resultaram de histórias com script, onde os lutadores retrataram heróis, vilões ou personagens menos distinguíveis em eventos que criaram tensão e culminaram em uma luta ou série de lutas, com resultados predeterminados pelos escritores da WWE para a marca NXT, enquanto as histórias foram desenvolvidas no programa de televisão semanal da WWE, o NXT, e no programa de televisão semanal da Total Nonstop Action Wrestling (TNA), o Impact!, após a WWE e a TNA assinarem uma parceria de vários anos em janeiro de 2025. 
Após a bem-sucedida defesa do Campeonato do NXT por Oba Femi no Stand & Deliver, foi marcada uma battle royal para o episódio do NXT de 6 de maio, com o objetivo de determinar o desafiante número um ao título no Battleground. A luta foi vencida por Myles Borne.
No Stand & Deliver, Stephanie Vaquer manteve o Campeonato Feminino do NXT em uma luta fatal four-way envolvendo Jordynne Grace e Giulia. No episódio de 22 de abril do NXT, após Vaquer vencer sua luta, ela foi confrontada por Grace e Giulia. Na semana seguinte, depois que o time de Grace derrotou o time de Giulia em uma luta de duplas, a gerente geral do NXT, Ava, marcou uma luta entre Grace e Giulia para o episódio de 6 de maio, onde a vencedora enfrentaria Vaquer pelo título no Battleground. A luta foi vencida por Grace.
No episódio de 22 de abril do NXT, o campeão mundial da TNA, Joe Hendry, interrompeu o campeão do NXT, Oba Femi, e Trick Williams, tentando reivindicar uma oportunidade pelo título de Femi. Williams não gostou dos comentários de Hendry e zombou dele por sua rápida derrota para Randy Orton na WrestleMania 41, afirmando que ele era o “primeiro da fila” pelo título e dizendo a Hendry que ele “não pertencia” ao NXT. Hendry retrucou, criticando as constantes reclamações de Williams antes de encarar Femi cara a cara. Williams tentou intervir, mas foi rapidamente derrubado pelos dois campeões. Cinco dias depois, no TNA Rebellion, Williams atacou Hendry após sua bem-sucedida defesa de título, encerrando o show. No episódio seguinte do NXT, Hendry apareceu e desafiou Williams, mas foi atacado pelo grupo DarkState (Dion Lennox, Saquon Shugars, Cutler James e Osiris Griffin). Williams eventualmente apareceu, desprezando Hendry como ameaça ou estrela relevante. Dois dias depois, no TNA Impact!, Hendry novamente chamou Williams para enfrentá-lo, mas recebeu apenas uma suposta transmissão por satélite, onde Williams dizia estar se preparando para a battle royal no NXT da semana seguinte, que definiria o próximo desafiante de Femi. No evento principal, Williams atacou Hendry durante uma luta de trios, custando-lhe a vitória e o nocauteando após o combate. Foi então anunciado que Hendry e Elijah, com quem Hendry havia formado uma aliança, enfrentariam Williams em uma luta de duplas dois dias antes do Battleground, no TNA Under Siege, marcando a estreia de Williams nos ringues da TNA. No episódio seguinte do NXT, Williams mais uma vez interferiu em uma luta de trios de Hendry contra o DarkState, fazendo Hendry perder novamente. Mais tarde naquela noite, Hendry interferiu na battle royal, permitindo que Elijah eliminasse Williams. A gerente geral do NXT, Ava, anunciou em seguida que, após conversar com o diretor de autoridade da TNA, Santino Marella, Hendry defenderia seu título contra Williams no Battleground, marcando a primeira vez que o Campeonato Mundial da TNA será defendido em um ringue da WWE.
Antes do Stand & Deliver, The D'Angelo Family (Tony D'Angelo, Channing "Stacks" Lorenzo, Luca Crusifino e Adriana Rizzo) estava em uma rivalidade com o DarkState (Dion Lennox, Saquon Shugars, Cutler James e Osiris Griffin). No episódio de 8 de abril do NXT, Lorenzo desafiou o DarkState a encontrá-lo no estacionamento na semana seguinte, sem o conhecimento de D'Angelo, onde ele e Crusifino se envolveram em uma briga feroz com o DarkState, que levou a melhor até D'Angelo chegar para equilibrar a situação. D'Angelo confrontou Lorenzo por não tê-lo consultado sobre o plano. Isso levou a uma luta de trios no Stand & Deliver, onde Lorenzo traiu D'Angelo, se tornando vilão no processo. Nas semanas seguintes, Crusifino desapareceu, enquanto Rizzo se escondeu em uma casa segura a pedido de D'Angelo. No episódio de 28 de abril do NXT, D'Angelo afirmou que a impulsividade de Lorenzo colocou o grupo em perigo e jurou vingança. Lorenzo respondeu via satélite, afirmando que D'Angelo havia ficado mole e já não era mais capaz de liderar o grupo. No episódio de 13 de maio do NXT, D'Angelo lutou contra Wes Lee, onde Lorenzo apareceu via satélite de fora da casa segura de Rizzo, distraindo D'Angelo o suficiente para custar-lhe a vitória. Mais tarde naquela noite, D'Angelo chegou à casa segura, apenas para ser emboscado por Lorenzo. Uma luta entre os dois foi marcada para o Battleground.
No Stand & Deliver, Sol Ruca venceu uma luta de escadas que também envolvia Kelani Jordan e sua parceira de duplas, Zaria, para conquistar o vago Campeonato Norte-Americano Feminino do NXT. No episódio de 29 de abril do NXT, Jordan zombou de Ruca e Zaria, afirmando que, quando era campeã, defendia o título toda semana. Ruca estava prestes a concordar em defender seu título, mas Zaria a interrompeu, dizendo que Jordan teria que enfrentá-la primeiro. Uma luta entre Jordan e Zaria aconteceu no episódio seguinte, onde Zaria saiu vitoriosa. No episódio seguinte, Kelani desafiou Zaria para uma revanche, dizendo que, se vencesse, desafiaria Ruca pelo título no Battleground. Ruca concordou, e a luta aconteceu no episódio seguinte, onde Jordan derrotou Zaria.
No episódio de 6 de maio do NXT, Yoshiki Inamura, da Pro Wrestling Noah, anunciou que retornaria ao Japão, encerrando efetivamente sua parceria com Josh Briggs após meses de desentendimentos entre os dois. Na semana seguinte, Briggs refletiu sobre como se sentia culpado, como se tivesse afastado Inamura, mas foi confortado pelos campeões de duplas do NXT, Hank e Tank (Hank Walker e Tank Ledger). O líder de The Culling, Shawn Spears, interrompeu, dizendo que Briggs tem um padrão de afastar as pessoas, incluindo seu ex-parceiro de duplas, Brooks Jensen, um membro do The Culling. Isso levou a uma luta entre os dois no episódio seguinte, onde Spears derrotou Briggs após a interferência do resto de The Culling (Jensen, Niko Vance e Izzi Dame). Após a luta, Briggs atacou Spears, mas foi atacado por The Culling antes que Walker e Ledger aparecessem para equilibrar as coisas. Mais tarde naquela noite, foi anunciado que Briggs, Walker e Ledger enfrentariam Spears, Jensen e Vance em uma luta de trios no Battleground.

## Evento
| Papel:                    | Nome:             |
| ------------------------- | ----------------- |
| Comentaristas em inglês   | Vic Joseph        |
| Comentaristas em inglês   | Corey Graves      |
| Comentaristas em inglês   | Booker T          |
| Comentaristas em espanhol | Marcelo Rodríguez |
| Comentaristas em espanhol | Jerry Soto        |
| Anunciador de ringue      | Mike Rome         |
| Árbitros                  | Adrian Butler     |
| Árbitros                  | Chip Danning      |
| Árbitros                  | Dallas Irvin      |
| Árbitros                  | Derek Sanders     |
| Árbitros                  | Felix Fernandez   |
| Entrevistadoras           | Kelly Kincaid     |
| Entrevistadoras           | Sarah Schreiber   |
| Painel do pré-show        | Megan Morant      |
| Painel do pré-show        | Sam Roberts       |

### Lutas preliminares
O evento começou com Sol Ruca defendendo o Campeonato Norte-Americano Feminino contra Kelani Jordan, que estava acompanhada por Zaria. Ruca aplicou um headbutt em Jordan antes de executar seu golpe finalizador, o Sol Snatcher, para manter seu título.
Na segunda luta, Hank Walker e Tank Ledger garantiram a vitória ao aplicar sua combinação característica de Headbutt e Powerslam. Após a luta, The Culling começou um ataque surpresa em Josh Briggs. Yoshiki Inamura interveio, pegando uma cadeira de aço de Izzi Dame e usando-a para limpar o ringue.
A terceira luta teve interferência de Luca Crusifino, que apareceu à beira do ringue para distrair Tony D'Angelo e o árbitro. Aproveitando a distração, Channing "Stacks" Lorenzo aplicou um golpe baixo em D'Angelo e seguiu com um bicycle kick na parte de trás de sua cabeça para garantir a vitória. Após a luta, D'Angelo recusou um abraço de Crusifino, indicando tensão entre os dois.
Na quarta luta, Stephanie Vaquer derrotou Jordynne Grace para manter o Campeonato Feminino do NXT após aplicar um Spinal Tap. Após a luta, Vaquer se envolveu em uma altercação nos bastidores com as lutadoras da AAA, Chik Tormenta e Dalys. A confrontação escalou quando Jacy Jayne deu um tapa em Vaquer, levando a uma briga nos bastidores.
Na quinta luta, Oba Femi derrotou Myles Bourne para manter o Campeonato do NXT ao aplicar dois Falls From Grace para garantir a vitória.

### Evento principal
O evento principal contou com Trick Williams enfrentando Joe Hendry pelo Campeonato Mundial da TNA. Essa foi a primeira vez que o título mundial da TNA foi defendido em um evento pay-per-view da WWE. Durante a luta, Williams pegou o cinturão da TNA, o que levou Hendry a tentar seu golpe característico, o Standing Ovation chokeslam. No entanto, Williams contra-atacou com um eye rake e, em seguida, executou um flapjack sobre o cinturão. Ele finalizou a sequência com seu golpe finalizador, o Trick Shot, garantindo a vitória. Com esse triunfo, Trick Williams se tornou o primeiro Superstar ativo da WWE a conquistar o Campeonato Mundial da TNA.

## Após o evento
No episódio seguinte do NXT, foi anunciado que a campeã feminina do NXT, Stephanie Vaquer, se juntaria a Lola Vice para enfrentar Chik Tormenta e Dalys no Worlds Collide. Também naquele episódio, Jacy Jayne derrotou Vaquer para ganhar o título após interferência de Fallon Henley e Jazmyn Nyx.
Além disso, Ricky Saints defendeu o título norte-americano do NXT contra Ethan Page, o que resultou na vitória de Ethan Page, o que significa que no Worlds Collide, será Ethan Page vs Je'Von Evans vs Laredo Kid vs Rey Fenix pelo campeonato.[carece de fontes?]

## Resultados
| Nº                                          | Resultados | Estipulações                                                    | Tempo |
| ------------------------------------------- | --- | --------------------------------------------------------------- | ----- |
| 1                                           | Sol Ruca (c) (com Zaria) derrotou Kelani Jordan                                                                                         | Luta individual pelo Campeonato Norte-Americano Feminino do NXT | 12:59 |
| 2                                           | Hank e Tank (Hank Walker e Tank Ledger) e Josh Briggs derrotaram The Culling (Brooks Jensen, Niko Vance e Shawn Spears) (com Izzi Dame) | Luta de trios                                                   | 9:26  |
| 3                                           | Channing "Stacks" Lorenzo derrotou Tony D'Angelo                                                                                        | Luta individual                                                 | 15:14 |
| 4                                           | Stephanie Vaquer (c) derrotou Jordynne Grace                                                                                            | Luta individual pelo Campeonato Feminino do NXT                 | 16:07 |
| 5                                           | Oba Femi (c) derrotou Myles Borne | Luta individual pelo Campeonato do NXT                          | 16:49 |
| 6                                           | Trick Williams derrotou Joe Hendry (c)                                                                                                  | Luta individual pelo Campeonato Mundial da TNA                  | 14:58 |
| (c) – Refere-se aos campeões antes da luta. | |                                                                 |       |